# SuperDraft de la MLS 2015
EL SuperDraft de 2015 fue el 16º evento de este tipo para la Major League Soccer. Se llevó a cabo en el Philadelphia Convention Center de Filadelfia, Pensilvania. El SuperDraft consistió de cuatro rondas, dos de ellas con veintiún selecciones otra con veinte y la última con veintidós selecciones, para un total de 84 jugadores seleccionados.
Las primeras dos rondas se llevaron a cabo se desarrollaron el 15 de enero, mientras que las siguientes dos rondas se llevaron a cabo por medio de conferencia telefónica el 20 de enero.

## La contracción de Chivas USA
La liga contrajo la franquicia de Chivas USA en la conclusión de la temporada 2014. El 7 de noviembre de 2014, la MLS anunció que todas las selecciones del draft en poder de los equipos para el SuperDraft 2015 se les asignó y se eliminarán todas las selecciones en poder de Chivas USA. Las selecciones del SuperDraft 2015 incluyian la selección natural en la tercera ronda de Chivas USA y la selección de cuarta ronda del DC United, que fue adquirido por Chivas USA una negociación en febrero de 2013.
Además las selecciones de draft retenidos por Chivas USA para el SuperDraft 2016 se eliminaron a excepción de una en segunda ronda que fue negociada previamente con Columbus. Esa selección de 2016 será la # 11 en la segunda ronda del SuperDraft 2016.

## Primera Ronda
|  | Miembro de Generación Adidas |

| N.º | Jugador                     | Equipo de la MLS                                                                           | Universidad/Proyecto/Club                        | Posición       | Imagen |
| --- | --------------------------- | ------------------------------------------------------------------------------------------ | ------------------------------------------------ | -------------- | ------ |
| 1   | Cyle Larin                  | Orlando City                                                                               | Universidad de Connecticut                       | Delantero      |        |
| 2   | Khiry Shelton               | New York City                                                                              | Universidad Estatal de Oregón                    | Delantero      |        |
| 3   | Romario Williams            | Montreal Impact                                                                            | Universidad de Florida Central                   | Delantero      |        |
| 4   | Fatai Alashe                | San Jose Earthquakes                                                                       | Universidad Estatal de Míchigan                  | Centrocampista |        |
| 5   | Nick Besler                 | Portland Timbers (desde Colorado Rapids)                                                   | Universidad de Notre Dame                        | Centrocampista |        |
| 6   | Alex Bono                   | Toronto FC (desde Chivas USA)                                                              | Universidad de Siracusa                          | Portero        |        |
| 7   | Matt Polster                | Chicago Fire                                                                               | Universidad del Sur de Illinosis en Edwardsville | Defensa        |        |
| 8   | Zach Steinberger            | Houston Dynamo                                                                             | Universidad Butler                               | Centrocampista |        |
| 9   | Clément Simonin             | Toronto FC                                                                                 | Universidad Estatal de Carolina del Norte        | Defensa        |        |
| 10  | Connor Hallisey             | Sporting Kansas City (desde Philadelphia Union)                                            | Universidad de California en Berkeley            | Centrocampista |        |
| 11  | Skylar Thomas               | Toronto FC (desde Portland Timbers)                                                        | Universidad de Siracusa                          | Defensa        |        |
| 12  | Saad Abdul-Salam            | Sporting Kansas City                                                                       | Universidad de Akron                             | Defensa        |        |
| 13  | Tim Parker                  | Vancouver Whitecaps FC                                                                     | Universidad de San Juan                          | Defensa        |        |
| 14  | Axel Sjöberg                | Colorado Rapids (desde Columbus Crew)                                                      | Universidad Marquette                            | Defensa        |        |
| 15  | Otis Earle                  | FC Dallas                                                                                  | Universidad de California en Riverside           | Defensa        |        |
| 16  | Cristian Roldán             | Seattle Sounders FC (desde Real Salt Lake)                                                 | Universidad de Washington                        | Centrocampista |        |
| 17  | Miguel Aguilar (deportista) | D.C. United                                                                                | Universidad de San Francisco                     | Delantero      |        |
| 18  | Leo Stolz                   | New York Red Bulls                                                                         | Universidad de California en Los Ángeles         | Centrocampista |        |
| 19  | Sergio Campbell             | Columbus Crew (desde Seattle Sounders FC vía Toronto FC vía FC Dallas vía Colorado Rapids) | Universidad de Connecticut                       | Defensa        |        |
| 20  | Amadou Dia                  | Sporting Kansas City (desde New England Revolution)                                        | Universidad Clemson                              | Defensa        |        |
| 21  | Ignacio Maganto             | Los Angeles Galaxy                                                                         | Iona College                                     | Delantero      |        |

## Segunda Ronda
|  | Miembro de Generación Adidas |

| N.º | Jugador           | Equipo de la MLS                                                            | Universidad/Proyecto/Club                        | Posición       | Imagen |
| --- | ----------------- | --------------------------------------------------------------------------- | ------------------------------------------------ | -------------- | ------ |
| 22  | Conor Donovan     | Orlando City                                                                | Universidad Estatal de Carolina del Norte        | Defensa        |        |
| 23  | Connor Brandt     | New York City                                                               | Universidad de San Diego                         | Centrocampista |        |
| 24  | Andy Thoma        | Portland Timbers (desde Montreal Impact)                                    | Universidad de Washington                        | Defensa        |        |
| 25  | Akeil Barrett     | Orlando City (desde San Jose Earthquakes)                                   | Universidad de Tulsa                             | Delantero      |        |
| 26  | Joseph Greenspan  | Colorado Rapids                                                             | Academia Naval de los Estados Unidos             | Defensa        |        |
| 27  | Boyd Okwuonu      | Real Salt Lake (desde Chivas USA vía Seattle Sounders FC)                   | Universidad de Carolina del Norte en Chapel Hill | Defensa        |        |
| 28  | Kinglsey Bryce    | Chicago Fire                                                                | Universidad de San Luis                          | Delantero      |        |
| 29  | Wesley Charpie    | Toronto FC (desde Houston Dynamo)                                           | Universidad del Sur de Florida                   | Defensa        |        |
| 30  | Oumar Ballo       | Houston Dynamo (desde Toronto FC vía Sporting Kansas City)                  | Universidad de Maryland en Baltimore Countri     | Defensa        |        |
| 31  | Dzenan Catic      | Philadelphia Union                                                          | Universidad Davenport                            | Delantero      |        |
| 32  | Cristiano Volesky | Portland Timbers                                                            | Universidad del Sur de Illinosis Edwardsville    | Delantero      |        |
| 33  | Tyler Miller      | Seattle Sounders FC (desde Sporting Kansas City vía New England Revolution) | Universidad Northwestern                         | Portero        |        |
| 34  | Kharlton Belmar   | Portland Timbers (desde Vancouver Whitecaps FC)                             | Virginia Commonwealth University                 | Delantero      |        |
| 35  | Sagi Lev-Ari      | Columbus Crew                                                               | Universidad Estatal de California, Northridge    | Delantero      |        |
| 36  | Rob Lovejoy       | Houston Dynamo (desde FC Dallas)                                            | Universidad de Carolina del Norte en Chapel Hill | Delantero      |        |
| 37  | Edwin Rivas       | Toronto FC (desde Real Salt Lake)                                           | Universidad Estatal de California, Northridge    | Delantero      |        |
| 38  | Kay Banjo         | Vancouver Whitecaps FC (desde D.C. United)                                  | Universidad de Maryland en Baltimore Countri     | Delantero      |        |
| 39  | Stefano Bonomo    | New York Red Bulls                                                          | Universidad de California en Berkeley            | Delantero      |        |
| 40  | Oniel Fisher      | Seattle Sounders FC                                                         | Universidad de Nuevo México                      | Centrocampista |        |
| 41  | Eric Bird         | Philadelphia Union (desde New England Revolution vía Colorado Rapids)       | Universidad de Virginia                          | Centrocampista |        |
| 42  | Dan Metzger       | D.C. United (desde Los Angeles Galaxy)                                      | Universidad de Maryland                          | Centrocampista |        |

## Tercera Ronda
|  | Miembro de Generación Adidas |

| N.º | Jugador          | Equipo de la MLS                                      | Universidad/Proyecto/Club                        | Posición       | Imagen |
| --- | ---------------- | ----------------------------------------------------- | ------------------------------------------------ | -------------- | ------ |
| 43  | Earl Edwards Jr. | Orlando City                                          | Universidad de California en Los Ángeles         | Portero        |        |
| 44  | Andre Rawls      | New York City                                         | Saint Mary's College                             | Portero        |        |
| 45  | Cameron Porter   | Montreal Impact                                       | Universidad de Princeton                         | Delantero      |        |
| 46  | Keasel Broome    | San Jose Earthquakes                                  | Providence College                               | Portero        |        |
| 47  | Marc Fenelus     | New England Revolution (desde Colorado Rapids)        | Universidad Estatal de California, Fullerton     | Delantero      |        |
| 48  | Andy Craven      | Seattle Sounders FC (desde Chicago Fire)              | Universidad de Carolina del Norte en Chapel Hill | Delantero      |        |
| 49  | Taylor Hunter    | Houston Dynamo                                        | Universidad de Denver                            | Centrocampista |        |
| 50  | Michael Ramos    | Toronto FC                                            | Universidad Whitworth                            | Delantero      |        |
| 51  | Aaron Simmons    | Philadelphia Union                                    | Universidad de California en Los Ángeles         | Defensa        |        |
| 52  | Anthony Manning  | Portland Timbers                                      | Universidad de San Luis                          | Defensa        |        |
| 53  | James Rogers     | Sporting Kansas City                                  | Universidad de Nuevo México                      | Centrocampista |        |
| 54  | Jovan Blagodevic | Vancouver Whitecaps FC                                | Universidad Simon Fraser                         | Delantero      |        |
| 55  | Robert Kristo    | Columbus Crew                                         | Universidad de San Luis                          | Delantero      |        |
| 56  | Will Seymore     | FC Dallas                                             | Universidad Estatal de Oregón                    | Defensa        |        |
| 57  | Jordan Murrell   | Real Salt Lake                                        | Universidad de Siracusa                          | Defensa        |        |
| 58  | Adam Montague    | Vancouver Whitecaps FC (desde D.C. United)            | Universidad Estatal de Míchigan                  | Centrocampista |        |
| 59  | Shawn McLaws     | New York Red Bulls                                    | Universidad Coastal Carolina                     | Centrocampista |        |
| 60  | Tomás Gómez      | Columbus Crew (desde Seattle Sounders FC)             | Universidad de Georgetown                        | Portero        |        |
| 61  | Spencer Richey   | Vancouver Whitecaps FC (desde New England Revolution) | Universidad de Washington                        | Portero        |        |
| 62  | Daniel Keller    | Los Angeles Galaxy                                    | Universidad de Louisville                        | Defensa        |        |

## Cuarta Ronda
|  | Miembro de Generación Adidas |

| N.º | Jugador          | Equipo de la MLS                                   | Universidad/Proyecto/Club                    | Posición       | Imagen |
| --- | ---------------- | -------------------------------------------------- | -------------------------------------------- | -------------- | ------ |
| 63  | Sidney Rivera    | Orlando City                                       | Universidad Old Dominion                     | Delantero      |        |
| 64  | Markus Naglestad | New York City                                      | Providence College                           | Delantero      |        |
| 65  | Cameron Iwasa    | Montreal Impact                                    | Universidad de California en Irvine          | Delantero      |        |
| 66  | Chimdum Mez      | San Jose Earthquakes                               | Universidad Estatal de California, San Diego | Delantero      |        |
| 67  | Dominique Badji  | Colorado Rapids                                    | Universidad de Boston                        | Delantero      |        |
| 68  | Alex Shinsky     | Chicago Fire                                       | Universidad de Maryland                      | Centrocampista |        |
| 69  | Kalen Ryden      | Columbus Crew (desde Houston Dynamo)               | Universidad Estatal del Medio Oeste          | Defensa        |        |
| 70  | Sal Bernal       | Toronto FC                                         | Universidad de Nevada, Las Vegas             | Delantero      |        |
| 71  | Raymond Lee      | Philadelphia Union                                 | Universidad de San Luis                      | Centrocampista |        |
| 72  | Craig Nitti      | Vancouver Whitecaps FC (desde Portland Timbers)    | Universidad Loyola Marymount                 | Defensa        |        |
| 73  | Tony Rocha       | Sporting Kansas City                               | Universidad de Tulsa                         | Defensa        |        |
| 74  | Nikola Paunić    | Vancouver Whitecaps FC                             | Universidad del Sur de Florida               | Defensa        |        |
| 75  | Charlie Lyon     | Seattle Sounders FC (desde Columbus Crew)          | Universidad Marquette                        | Portero        |        |
| 76  | Janeil Hoilett   | FC Dallas                                          | FSV Frankfurt                                | Centrocampista |        |
| 77  | Lucas Baldin     | Real Salt Lake                                     | Universidad del Sur de Florida               | Centrocampista |        |
| 78  | Matt Jeffrey     | Colorado Rapids (desde D.C. United vía Chivas USA) | Universidad de Monmouth                      | Defensa        |        |
| 79  | Emanuel Sánchez  | New York Red Bulls                                 | Universidad Clemson                          | Centrocampista |        |
| 80  | Andrew Bevin     | Seattle Sounders FC                                | Universidad de Virginia Occidental           | Delantero      |        |
| 81  | Tyler Engel      | Toronto FC (desde New England Revolution)          | Universidad de Carolina del Norte            | Delantero      |        |
| 82  | Andrew Wolverton | Los Angeles Galaxy                                 | Universidad Estatal de Pensilvania           | Portero        |        |
| 83  | Brandon Fricke   | Colorado Rapids (desde New York Red Bulls)         | Universidad Butler                           | Defensa        |        |
| 84  | Seth Casiple     | Portland Timbers (desde Montreal Impact)           | Universidad de California                    | Centrocampista |        |

## Selecciones por Posición
| Ronda   | Portero | Defensa | Mediocampista | Delantero | Totales |
| ------- | ------- | ------- | ------------- | --------- | ------- |
| Primera | 1       | 9       | 4             | 7         | 21      |
| Segunda | 1       | 6       | 4             | 10        | 21      |
| Tercera | 5       | 5       | 4             | 6         | 20      |
| Cuarta  | 2       | 6       | 6             | 8         | 22      |
| Totales | 9       | 26      | 18            | 31        | 84      |